# Dolle Mina (Nederland)

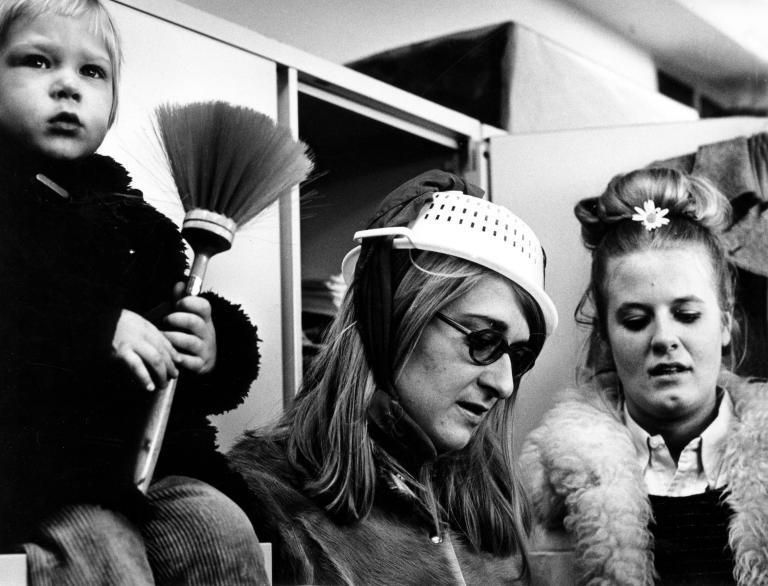
Dolle Mina, 1970

Dolle Mina is een feministische groep en beweging, die in 1969 voortkwam uit studenten, jongeren uit de Socialistische Jeugd en werkende vrouwen. Van 1970 tot 1978 voerde zij actie voor gelijkberechtiging van mannen en vrouwen.  
In 2013 werd de actiegroep nieuw leven ingeblazen, en actie gevoerd tegen het ontbreken van toiletten in Sprinters. In 2025 was er een straatdemonstratie van zeker duizend actievoerders tegen femicide, waaraan vooral vrouwen deelnamen. 

## Oprichting
In de eerste feministische golf, van ongeveer 1880-1925, streefden feministen naar actief en passief stemrecht voor vrouwen en toegang tot hogeschool en universiteit. Deze actiebeweging viel grotendeels stil nadat de hoofddoelen waren bereikt en door de economische crisis rond 1930. In de oorlogsjaren 1939-1945 veranderde het denken over de rol van de vrouw sterk en werden ze bijvoorbeeld in landen als Groot-Brittannië, Duitsland of de Verenigde Staten ingezet in fabrieken om mannen die in het leger dienden te vervangen. In de naoorlogse jaren werd de klok weer gedeeltelijk teruggedraaid. Vrouwen die in fabrieken werkten werden naar huis gestuurd, ze werden uit vakbonden en andere maatschappelijke organisaties gezet en de nieuwe moraal was dat vrouwen in de regel niet geacht werden buitenshuis te werken, maar gelukkig werden door thuis onbetaald voor hun echtgenoot te zorgen, de kinderen op te voeden en het huishouden te organiseren. In Nederland werden werkende vrouwen ontslagen zodra ze trouwden, voor ambtenaren was dit wettelijk geregeld. In Nederland konden getrouwde vrouwen niet zelfstandig wettelijke handelingen verrichten zoals het sluiten van een contract (handelingsonbekwaamheid).
In de jaren 1960 ontstond vooral in westerse landen onder vrouwen wereldwijd opnieuw een feministische beweging, uit onvrede met de maatschappelijke positie en mede door de anticonceptiepil die het sturen van zwangerschappen mogelijk maakte. Deze actieperiode wordt de tweede feministische golf genoemd en in Nederland was actiegroep Dolle Mina daar een belangrijk en bekend onderdeel van.
In december 1969 waren de initiatiefnemers Dunya Verwey, Michel Korzec, Alex Korzec en Rita Hendriks. Kort daarna sloten onder meer Anne Marie Philippens en haar man Huub zich aan. Dolle Mina's van het eerste uur waren onder meer Nora Rozenbroek, Friedl Baruch, Claudette van Trikt, Selma Leydesdorff, Marjan Sax, Miklos Racz en Loes Mallée. Tijdens de Maagdenhuisbezetting eerder dat jaar was het Dunya Verwey opgevallen dat het vooral de mannenactivisten waren die het woord voerden. Selma Leydesdorff zag dat alleen de vrouwen broodjes smeerden. Rond dezelfde tijd werden Nora Rozenbroek, Rita Hendriks en haar man Alex Korzec in hun dagelijks werk en leven geconfronteerd met de praktische gevolgen van de ongelijkheid tussen mannen en vrouwen.
Dolle Mina wist met ludieke publieksacties de aandacht te vestigen op de ongelijke rechten van man en vrouw. Sinds oktober 1968 bestond de groep Man Vrouw Maatschappij, een met de PvdA sympathiserende actiegroep die op het parlement en het openbaar bestuur invloed wilde uitoefenen om de rechten van de vrouw en haar positie in de maatschappij te verbeteren. De oprichters van Dolle Mina zagen MVM als een conformistische club die te veel deel uitmaakte van de gevestigde orde en koos voor andere doelen en methoden. Sommige Dolle Mina's vonden MVM ook te reformistisch: zij zagen zichzelf als leden van een nieuwe 'basisbewegingen' die een meer fundamentele verandering van de samenleving beoogde. Er zou volgens hen een democratische socialistische maatschappij moeten komen. Allerlei groepen onder in de samenleving ('de basis') moesten daarin gemobiliseerd worden. Deze basisgroepen-strategie was de lijn die op dat moment ook door de studentenbeweging (met onder anderen Ton Regtien) was uitgezet.

## Eerste actie
De Amsterdamse groep dacht allerlei acties uit met veel gevoel voor publiciteit. De eerste actie was op 23 januari 1970 de bezetting van Kasteel Nijenrode, waarin de Business School was gevestigd die tot op dat moment vrouwelijke studenten weigerde tot de opleiding. Het College van Bestuur van dit instituut werd streng toegesproken door Nora Rozenbroek. In navolging van de feministes uit de eerste golf die in het openbaar hun korsetten verbrandden werd dezelfde dag deze actie afgesloten met een openbare korset-verbranding bij het standbeeld van Wilhelmina Drucker (1847-1925), die onder meer de bijnaam Dolle Mina had en naar wie de naam Dolle Mina van de feministische actiegroep verwijst. Dat haalde alle kranten en 's avonds werd er het tv-actualiteitenprogramma Brandpunt melding van gemaakt, waarbij Rita Hendriks waarschuwende woorden sprak tegen alleen lopende mannen op straat.

### Tv-uitzending
Op 24 januari 1970 begon de tweede actiedag met een groep die voor het stadhuis in Amsterdam een bruidspaar toesprak met een parafrase op Vondels "waar werd oprechter trouw...". Dit werd door de VPRO opgenomen. Vervolgens trok het groepje door de stad om met roze linten mannen-wc's (krullen) dicht te binden (er waren geen openbare toiletten voor vrouwen) om 'plasrecht' te eisen. Er werd een minicrèche op het Beursplein opgericht, waarna de groep Dolle Mina's door de Amsterdamse binnenstad trok, mannen nafluitend en naroepend zoals vrouwen vaak op straat overkwam.

### Damesbladen

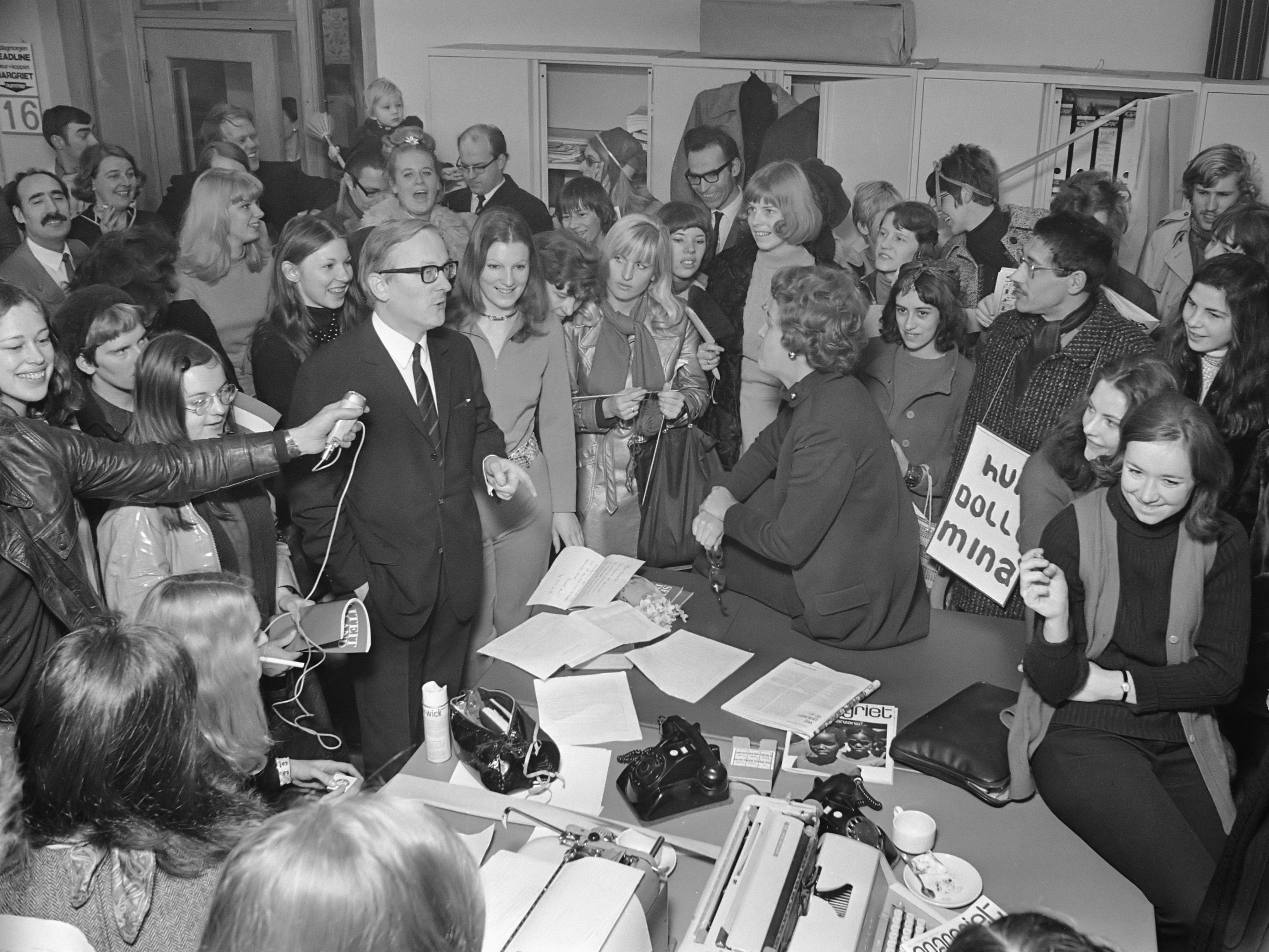
Dolle Mina's in de redactielokalen van Margriet (1970)

Op 20 februari 1970 viel een groep de kantoren van de De Geïllustreerde Pers binnen onder het motto 'Er zit een luchtje aan de damesbladen' (de uitgever verzorgde onder andere de distributie van het tijdschrift Margriet). Op de redactie van Margriet werd met luchtverfrissers gespoten en geëist dat het blad de vrouw niet meer diende 'zoet te houden met knusse rubriekjes, recepten en romantische verhalen'.

### Naam
Selma Leydesdorff had archieven bestudeerd en gevonden dat de bijnaam van Wilhelmina Drucker – een socialistische feministe uit de eerste feministische golf – 'IJzeren Mina' was. Nora Rozenbroek, die bijna dagelijks langs het Amsterdamse standbeeld voor Wilhelmina Drucker in Amsterdam-Zuid fietste, opperde de vrouwvriendelijkere variatie Dolle Mina. Eerder werden namen als 'Barbarella' en 'Dulle Griet' voorgesteld, maar het werd 'Dolle Mina', een icoon voor een moderne levensstijl. De herkomst van deze naam is overigens niet onbetwist: Dolle Mina-oprichter Michel Korzec bestrijdt dat Selma Leydesdorff de naam zou hebben bedacht.

## Groei van de beweging
De acties maakten een golf van publiciteit los, niet alleen in Nederland maar ook in de internationale pers. Om de stroom van sympathiebetuigingen en aanmeldingen van mensen die ook actief wilden worden te verwerken moest in het 'actiecentrum', de zolderverdieping van het huis waar Rita Hendriks en Alex Korzec woonden, een permanente telefoondienst worden opgezet. De vrouwen (en mannen) werd aangeraden in hun plaats eigen afdelingen op te richten en dat gebeurde inderdaad in allerlei delen van het land. De vele creatieve acties waren voor de pers steeds weer aanleiding over Dolle Mina, haar meningen en doelen te berichten.
In de weken en maanden die volgden werden overal acties gehouden door verschillende Dolle Mina-groepen in het land. Die gingen gepaard met interviews in plaatselijke kranten. Op allerlei bijeenkomsten verschenen actievoersters. Dolle Mina ontvoerde tijdens Cinemissverkiezing in Utrecht de cineast Pim de la Parra naar de raadskelder onder het Utrechtse Stadhuis. De Telegraaf bracht naar aanleiding van deze ontvoering groot op de voorpagina het bericht 'Dolle Mina ontvoert mannen'. Een van de bekendste foto's werd die van een inval op een gynaecologencongres van Dolle Mina's met een blote buik waarop geschreven stond 'baas in eigen buik'. Dolle Mina's uit Amsterdam reisden stad en land af om te komen spreken op avonden die door afdelingen of buurthuizen werden georganiseerd. Ook verschenen ze op de Vrije Universiteit van Brussel en op een avond van de Volksunie in Antwerpen. Naderhand volgden allerlei televisieoptredens in Nederland en in Duitsland. Op initiatief van Nestle ging een groep Dolle Mina's naar Bonn, de toenmalige hoofdstad van de Bondsrepubliek. Daar werden ze op een boot op de Rijn samen gebracht met politici, bladenmakers en vooral vrouwen die vanuit Duitsland contact hadden gezocht met Dolle Mina in Amsterdam. Verslagen daarvan kwamen op de Duitse televisiezender en in de grote geïllustreerde bladen. Dolle Mina's maakten in samenwerking met Renate Rubinstein een grote bijlage voor het damesblad Margriet. Hun eigen blad, Evolutie, een dwars blad, met dezelfde titel als het tijdschrift van Wilhelmina Drucker, werd op straat verkocht.
Michel Korzec bracht in de zomer van 1970 een bezoek aan de Verenigde Staten, waar hij kennismaakte met de net opgerichte Women's Liberation Movement (Women's Lib) en de Black Power movement van onder anderen Angela Davis. Zo maakte hij kennis met de 'self-consciousness-raising'-methode uit de Amerikaanse vrouwen- en burgerbeweging, waarbij lotgenoten zich in kleine groepen verzamelen en door het uitwisselen van ervaringen persoonlijk gesterkt worden (empowerment). Berichten over deze methoden sijpelden op meerdere manieren de verse emancipatie- en feministische beweging binnen en leidden er binnen Dolle Mina mede toe dat vrouwen mannen vroegen zich terug te trekken, of nieuwe groepen oprichtten, om effectiever te kunnen werken. Een andere reden voor dit verzoek was dat ook de mannen in Dolle Mina relatief vaak, luid het woord voerden en vaak een groot aandeel aan beslissingsprocedures hadden.

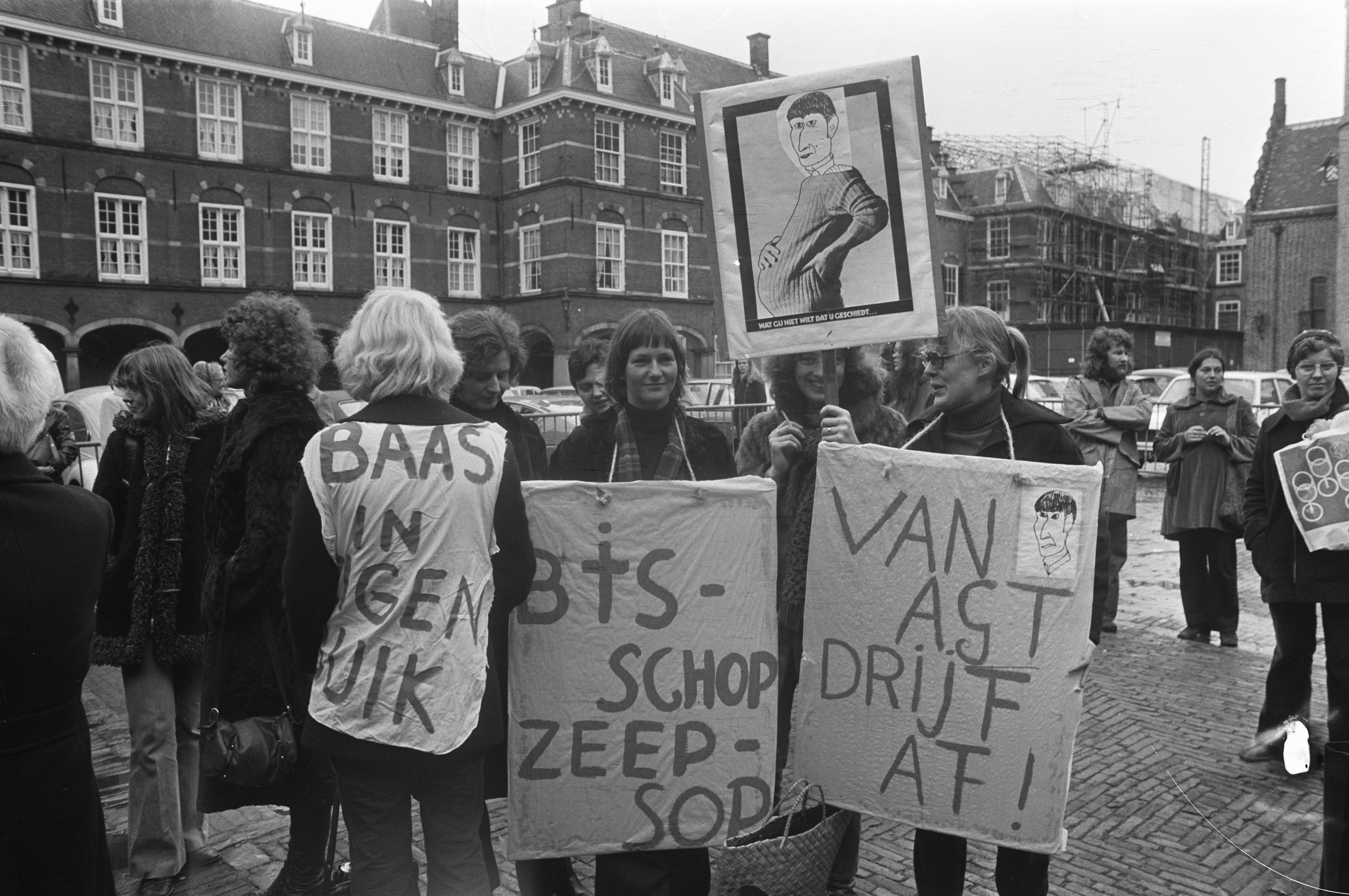
Voorstanders van abortus demonstreren in 1974 op het Binnenhof in verband met stappen van de regering tegen de Bloemenhovekliniek. Een vrouw heeft 'baas in eigen buik' op de rug gespeld. In de cartoon is een zwangere minister Van Agt te zien, die een grote rol speelde in pogingen om abortus strafbaar te houden.

### Deelgroepen
In Nederland waren verschillende deelgroepen actief. Veel succes had de 'abortus-groep' die actie voerde voor legalisering van abortus. Actief daarin was onder anderen Hennie de Swaan. Ook was er 'Broodje mee', dat overblijfmogelijkheden voor kinderen wilde bevorderen. De fotografe Éva Besnyő vervulde een belangrijke functie binnen de actiegroep. In 1974 werd voor de legalisering van abortus de afzonderlijke actiegroep Wij Vrouwen Eisen opgericht.

### Congressen
Tegen april 1970 telde de beweging 1630 Dolle Mina's. Voor de meeste aanhangers was Dolle Mina in de eerste plaats de belichaming van hun gevoelens van onvrede over de positie van de vrouw en niet, zoals een aantal Dolle Mina's van de kerngroep wilde, een marxistische vrouwenorganisatie: 'Een bewuste meid is een parel in de klassenstrijd'. Dit werd duidelijk op het eerste landelijke Dolle Mina-congres in april 1970: de meerderheid van de congresgangers was toen niet gewonnen voor een links programma. Desalniettemin kwam meer nadruk op politieke scholing volgens socialistische beginselen te liggen en het van binnenuit veranderen van 'de basis' op marxistische grondslag. De sterke socialistische lading die een aantal Dolle Mina's aan de actiegroep wilde geven leidde tot steeds meer onvrede bij veel Dolle Mina's van het eerste uur. Het tweede landelijke congres, in april 1971, is geëindigd in een onbesliste richtingenstrijd tussen vrouwenthema's en de seksetegenstellingen enerzijds en de socialistische maatschappelijke tegenstellingen en de klassenstrijd anderzijds. In een vergadering die kort na dit congres in Amsterdam werd gehouden, haakte een flink aantal Dolle Mina's officieel af.

## Ontwikkeling van Dolle Mina
Na enige tijd ging de Amsterdamse groep naar mogelijkheden zoeken om de beweging te organiseren. Er werden congressen georganiseerd waarin de tegenstellingen tussen de meer anarchistische en de marxistische stromingen aan de orde kwamen en waar afdelingen uit het land ageerden tegen de 'centrale leiding' in Amsterdam die door mannen gedomineerd zou worden. 
Dolle Mina keerde zich tegen de volkstelling van 1971 door een kalkactie met de kreet 'Dolle mina Telt niet mee'. Ook protesteerde Dolle Mina tegen de arrestatie van Angela Davis.
Rond 1972 ontstonden uit Dolle Mina andere feministische groepen en afsplitsingen, zoals Paarse September, bestaande uit lesbiennes met als woordvoerster Maaike Meijer, het Vrouwenkollektief met onder anderen Anneke van Baalen en het Vrouwenhuis (een leegstaande technische school aan de Nieuwe Herengracht, Amsterdam). Veel aanhangers sloten zich aan bij 'vrouwenpraatgroepen' en/of werden actief in andere organisaties. Dolle Mina als groepering schoof hierdoor naar de achtergrond maar haar gedachtegoed, analyses en methoden werden verder ontwikkeld en uitgedragen in een veel bredere beweging.
In 1973 werd vanuit Dolle Mina de eerste Nederlands ombudsvrouw ingesteld; Meta van Beek behartigde namens stichting De Ombudsvrouw de belangen van werkende vrouwen.
Een van de laatste grote activiteiten was de actiedag 'Op de Vrouw Af', een samenwerking tussen enkele vrouwenbladen, Man Vrouw Maatschappij en Dolle Mina, met een poster van Opland. Dolle Mina kreeg steun van vrouwen vanwege de strijd om vrouwenrechten, maar die voelden zich niet altijd aangetrokken tot de marxistische ideologie van de oprichters. Daardoor trad al na een paar jaar verval in, en was de actiegroep in 1978 in feite overleden.
De groepen die uit Dolle Mina voortkwamen zijn echter nog vele jaren actief doorgegaan. Voorbeelden zijn het radioprogramma Hoor Haar (VARA), Marie wordt Wijzer (om meisjes door te laten leren) en Germaine Groenier met haar radioprogramma's over seks en jongeren. Directe resultaten van Dolle Mina zijn de opzet van de Emancipatieraad en het voortbestaan van de Bloemenhovekliniek. Indirecte resultaten zijn talloos, waaronder een andere Abortuswet, het ontstaan van het universitaire vak Vrouwengeschiedenis en het veel latere initiatief Women on Waves.

## Dolle Mina in de 21ste eeuw
Op 23 januari 2013 voerde Dunya Verwey met enkele Dolle Mina's van het eerste uur een actie voor toiletten op Sprinter treinen. In januari 2025 verscheen de Instagram-pagina 'dollemina2025'. De pagina werd beheerd door een aantal oudere activisten van het eerste uur, samen met een nieuwe generatie vrouwen. "We merken dat dingen weer enigszins teruggedraaid worden", zeiden Dolle Mina's over het plaatsen van de instagram-pagina. Op 23 januari 2025, precies 55 jaar na de eerste protestactie, hielden Dolle Mina's bij het monument voor Wilhelmina Drucker te Amsterdam een demonstratieve verbranding van een korset tegen de achterstelling van vrouwen.
In juli 2025 protesteerden Dolle Mina's tegen de betaalde zittoiletten op de Tilburgse kermis. Hiervoor moest één euro betaald worden, terwijl de tientallen urinoirs op het kermisterrein gratis waren. De betogers bonden linten om de plaskruizen, zodat ze niet meer gebruikt konden worden. Na het protest werden ze allemaal gratis.  In Amsterdam werd gedemonstreerd voor een kerk waar een anti-abortusbijeenkomst gehouden werd. 
Dolle Mina's organiseerden protestmarsen in Rotterdam met zeker duizend deelnemers, vooral vrouwen, en in Groningen, tegen femicide in Nederland. De beweging wil dat de politiek meer doet om vrouwen tegen femicide te beschermen door onder meer het femicide en psychische mishandeling als aparte misdrijven op te nemen in het Wetboek van Strafrecht.

## Dolle Mina in populaire media
- De Dolle Mina's inspireerden het Nerostripalbum De Dolle Dina's (1970). Striptekenaar Marc Sleen voerde in dit album een extreem feministische groepering op, genaamd 'de Dolle Dina's'
- Het Jaarboek voor Vrouwengeschiedenis 2009 benoemt een historische figuur uit de islamitische geschiedenis als 'Dolle Amina'
- In het landelijke dagblad Het Vrije Volk verscheen de strip Dol en Mina getekend door Nel van Koten
- Tijdens het Carnaval roerde Dolle Mina zich met het bierviltje 'niet vergeten - pilletje eten'